# Рікардо Ечеверрія
Рікардо Ечеверрія (ісп. Ricardo Echeverría, 31 травня 1918 — 15 серпня 1988) — чилійський спортсмен.
Срібний призер Олімпійських Ігор 1952 року в командному конкурі.
Переможець Панамериканських ігор 1951 року в командному конкурі, бронзовий призер 1951 року в індивідуальному конкурі.